# Opaeophacus
Opaeophacus is een monotypisch geslacht van straalvinnige vissen uit de familie van puitalen (Zoarcidae).

## Soort
- Opaeophacus acrogeneius Bond & Stein, 1984